# Wilhelm Harttung

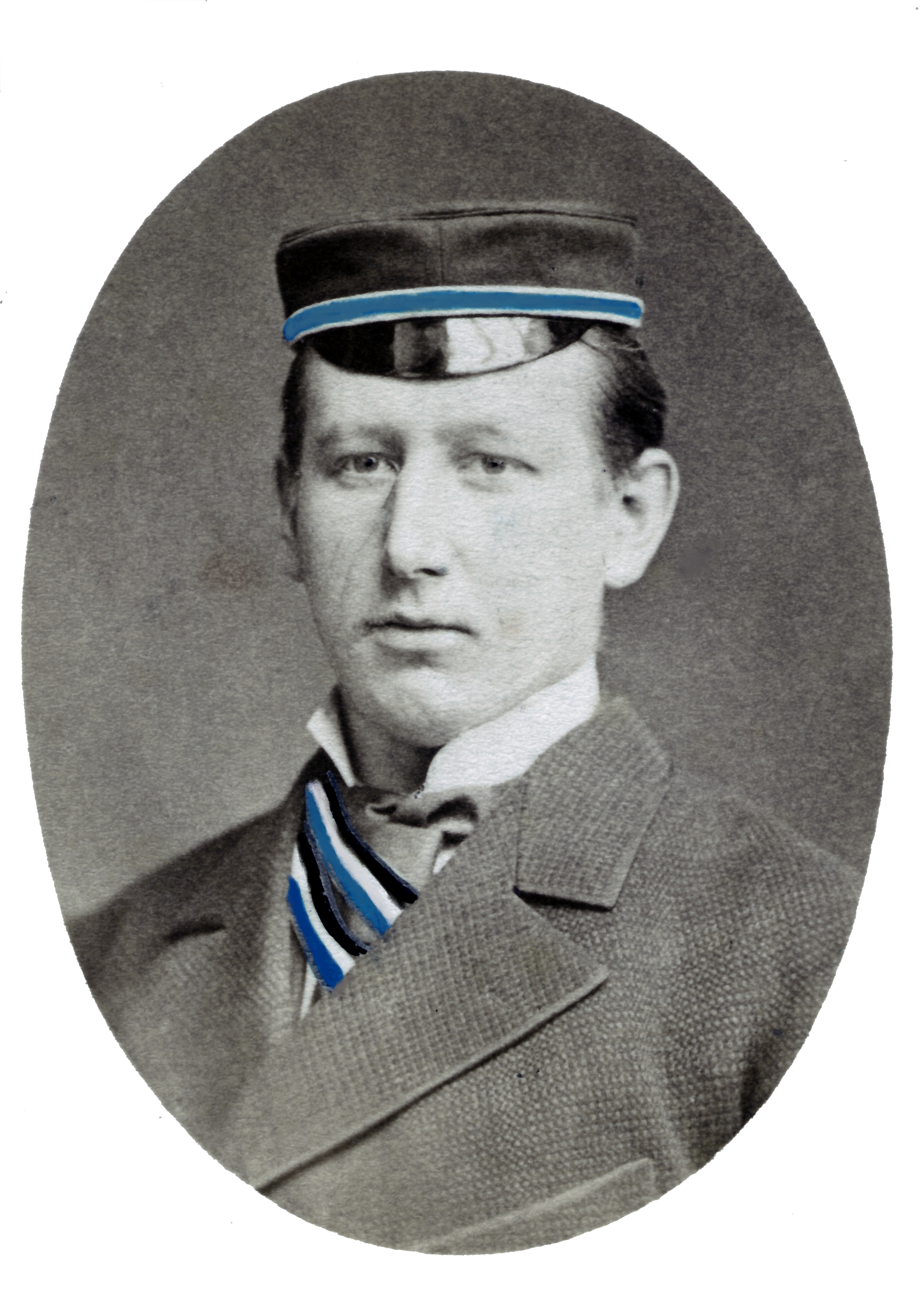
Wilhelm Harttung

Wilhelm Harttung (* 1857; † 1923 in Bunzlau) war ein deutscher Dermatologe und Venerologe.

## Leben
Harttung studierte Medizin an der Ludwig-Maximilians-Universität München und der Georg-August-Universität Göttingen. Er wurde Mitglied des Corps Suevia München (1876) und des Corps Brunsviga Göttingen (1877). 1885 wurde er an der Friedrichs-Universität Halle zum Dr. med. promoviert. In der Folge wurde er an der Schlesischen Friedrich-Wilhelms-Universität Breslau Schüler des Dermatologen Albert Neisser, bei dem er sich habilitierte und zum Professor ernannt wurde. Er war Primararzt der Haut- und Geschlechtskrankenabteilung vom Allerheiligen-Hospital in Breslau. Harttung forschte insbesondere über die Behandlung der Syphilis. Seine Tochter Renate († 1983) war Ärztin, verheiratet mit dem Chemiker und Krebsforscher Hans Lettré.

## Schriften
- Die Verwendung des Oleum cinereum benzoatum (Neisser) zur Syphilisbehandlung, 1888.
- Beitrag zur Kenntniss der wiederkehrenden makulösen Syphilide, 1898.
- mit Arthur Alexander: Zur Klinik und Histologie des Erythéme induré Bazin, 1902.
- mit Arthur Alexander: Weitere Beiträge zur Klinik und Histologie des Erythème induré Bazin, 1904.
- mit Otfrid Foerster: Erfahrungen über die Behandlung von Störungen des Nervensystems auf syphilitischer Grundlage, 1907.
- mit Josef Jadassohn: Festschrift gewidmet Albert Neisser, aus Anlass der Vollendung seiner 25-jährigen Tätigkeit als Professor und Direktor der Königlich Dermatologischen Klinik in Breslau ... von seinen Schülern, 2 Teile. Archiv für Dermatologie und Syphilis, 84, 85.